# Русиц ди Сото (Горица)
Русиц ди Сото је насеље у Италији у округу Горица, региону Фурланија-Јулијска крајина.
Према процени из 2011. у насељу је живело 11 становника. Насеље се налази на надморској висини од 58 м.